# Pico Simón Bolívar
Pico Simón Bolívar är ett berg i Colombia.   Det ligger i departementet La Guajira, i den norra delen av landet, 700 km norr om huvudstaden Bogotá. Toppen på Pico Simón Bolívar är 5 775 meter över havet. Pico Simón Bolívar ingår i Sierra Nevada de Santa Marta.
Terrängen runt Pico Simón Bolívar är kuperad åt sydväst, men åt nordost är den bergig. Pico Simón Bolívar är den högsta punkten i trakten. Runt Pico Simón Bolívar är det ganska glesbefolkat, med 27 invånare per kvadratkilometer. Det finns inga samhällen i närheten. Trakten runt Pico Simón Bolívar består i huvudsak av gräsmarker.